# Taygetis ophelia
Taygetis ophelia är en fjärilsart som beskrevs av Butler 1870. Taygetis ophelia ingår i släktet Taygetis och familjen praktfjärilar. Inga underarter finns listade i Catalogue of Life.